# الملاحية
قرية الملاحية هي إحدى القرى التابعة لمركز ببا في محافظة بني سويف في جمهورية مصر العربية. حسب إحصاءات سنة 2006، بلغ إجمالي السكان في الملاحية 5141 نسمة، منهم 2632 رجل و2509 امرأة.